# Siedliszcze-Kolonia
Siedliszcze-Kolonia – część miasta Siedliszcze, położona w województwie lubelskim, w powiecie chełmskim, w gminie Siedliszcze.
Obejmuje słabo zaludnione tereny na samym wschodzie miasta, położone na wschód od linii ulic Kasztanowej–Szkolnej–Długiej, która oddziela je od dawnej wsi Siedliszcze-Wieś. 
Znajduje się tu XVIII-wieczny zespół dworski, obejmujący dwór i park. 

## Historia
Dawny folwark pod miastem Siedliszcze; do dziś zachował się XVIII-wieczny zespół dworski z parkiem. Od 1867 w gminie Siedliszcze, w powiecie chełmskim. Od 1919 w województwie lubelskim, gdzie 20 października 1933 w granicach gminy Siedliszcze utworzono gromadę o nazwie Siedliszcze Kolonja, składającą się z samej kolonii Siedliszcze.
Podczas II wojny światowej w Generalnym Gubernatorstwie (dystrykt lubelski), gdzie w 1943 roku liczyło 200 mieszkańców. Po wojnie powrócono do stanu sprzed wojny, a Siedliszcze-Kolonia stanowiło jedną z 26 gromad gminy Siedliszcze w województwie lubelskim
W związku z reorganizacją administracji wiejskiej jesienią 1954 Siedliszcze-Kolonia weszło w skład nowo utworzonej gromady Siedliszcze w powiecie chełmskim, dla której ustalono 21 członków gromadzkiej rady narodowej. W 1971 roku liczba mieszkańców wynosiła 170. W gromadzie Siedliszcze przetrwało do końca 1972 roku.
1 stycznia 1973, w związku z kolejną reformą administracyjną kraju, w powiecie chełmskim reaktywowano gminę Siedliszcze, w skład której weszło Siedliszcze-Kolonia. W latach 1975–1998 miejscowość należała administracyjnie do województwa chełmskiego.
1 stycznia 2012 postanowiono miejscowości Siedliszcze, Siedliszcze-Osada i Siedliszcze-Kolonia połączyć. Pod względem administracyjnym wieś Siedliszcze-Osada, jako dawne miasto, stanowiło centrum społeczno-gospodarcze przyszłej miejscowości, i zatem do niego winno przyłączyć wieś Siedliszcze i kolonię Siedliszcze-Kolonia. Jednak aby uniknąć członu Osada w nazwie nowej miejscowości, zdecydowano się włączyć Siedliszcze-Osadę i Siedliszcze-Kolonię do wsi Siedliszcze. W ten sposób nowa miejscowość nazywała się odtąd Siedliszcze, a więc tak jak dawne miasto sprzed 1821. Kiedy Siedliszcze odzyskało prawa miejskie 1 stycznia 2016 roku, nie trzeba było zmieniać nazwy miasta, jak np. w przypadku Czyżewa. 

## Ciekawostki

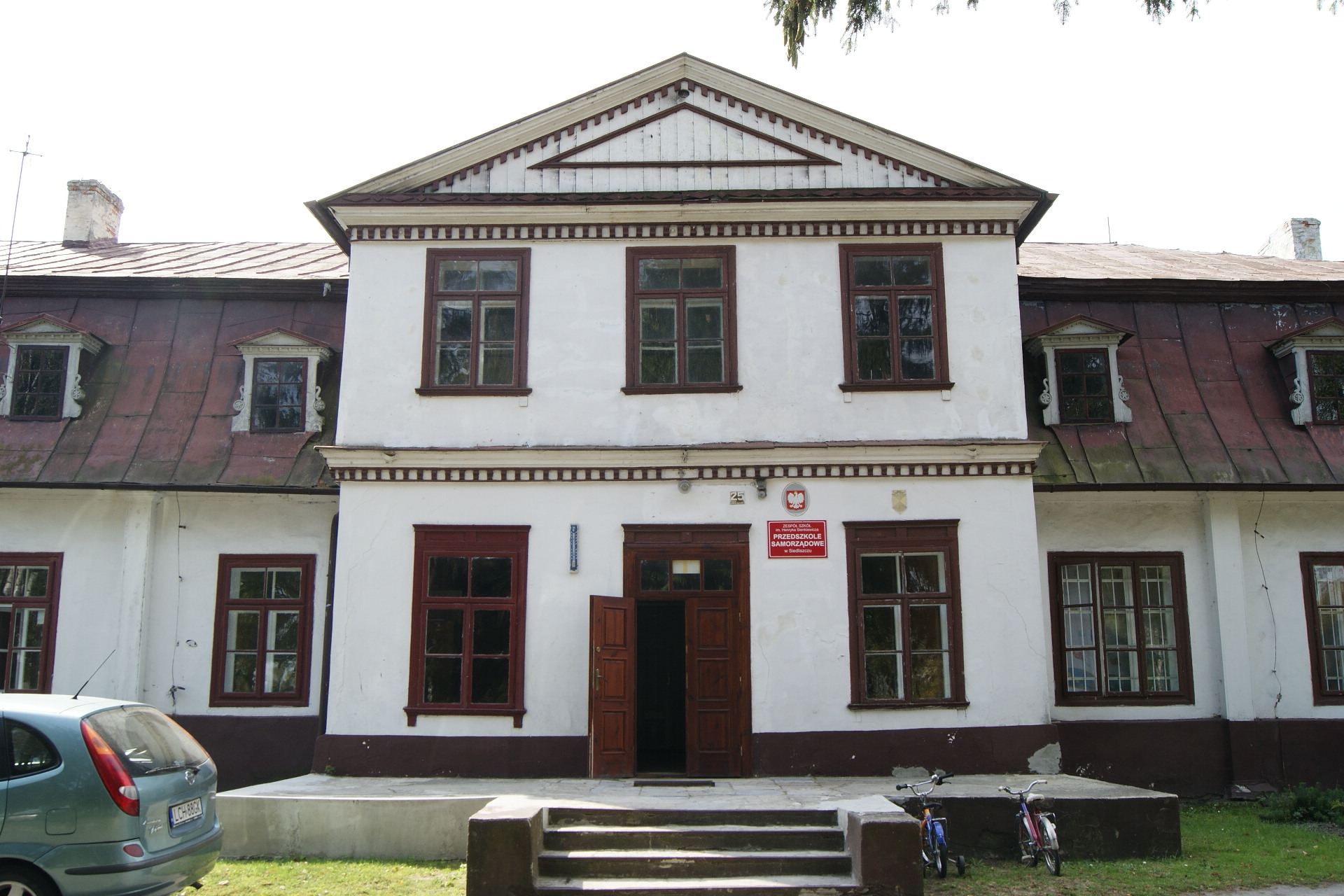
Fronton dworu w Siedliszczu-Kolonii z widocznym murowanym podestem ze schodami pozostałością po rozebranym czterokolumnowym portyku z tarasem

Późnobarokowy dwór w Siedliszczu-Kolonii należał do rodziny Węglińskich h. Godziemba, vel Węgleńskich. Do znamienitych gości dworu należeli: Józef Ignacy Kraszewski, Wincenty Pol, Henryk Dembiński czy po upadku powstania kościuszkowskiego Hugo Kołłątaj.